# Xiaoji (köpinghuvudort i Kina, Jiangsu Sheng, lat 32,63, long 119,76)
Xiaoji (kinesiska: 小纪, 小纪镇) är en köpinghuvudort i Kina. Den ligger i provinsen Jiangsu, i den östra delen av landet, omkring 110 kilometer nordost om provinshuvudstaden Nanjing. Antalet invånare är 81 761. Befolkningen består av 42 600 kvinnor och 39 161 män. Barn under 15 år utgör 10,0 %, vuxna 15-64 år 72 %, och äldre över 65 år 17,0 %.
Runt Xiaoji är det mycket tätbefolkat, med 3 494 invånare per kvadratkilometer. Xiaoji är det största samhället i trakten. Trakten runt Xiaoji består till största delen av jordbruksmark.
Genomsnittlig årsnederbörd är 1 119 millimeter. Den regnigaste månaden är juli, med i genomsnitt 254 mm nederbörd, och den torraste är januari, med 28 mm nederbörd.